# Ohmenhausen
Ohmenhausen is een plaats in de Duitse gemeente Reutlingen, deelstaat Baden-Württemberg, en telt 5357 inwoners (2007).